# Hilaroleopsis obesa
Hilaroleopsis obesa là một loài bọ cánh cứng trong họ Cerambycidae.